# Naum Dzekțer
Naum Dzekțer (în rusă Наум  Дзекцер; n. 8 octombrie 1938 – d. 23 octombrie 2022) a fost un inginer sovietic și rus, evreu basarabean.

## Biografie
S-a născut în satul Briceni (acum localitate din raionul Dondușeni, Republica Moldova) din județul Soroca, România interbelică. În 1960 a absolvit facultatea de electromecanică a Institutului de transport acvatic din Leningrad cu o diplomă de inginer electric. În anii 1960-1968 a lucrat ca inginer și șef al departamentului de producție al uzinei „Iugzapenergosetstroi” din Liov. În 1968-1997, a fost inginer principal, cercetător, apoi director adjunct pentru știință la „LenPEOVNII” (ProektElektromontaj, St. Petersburg). În 1997-1999, a fost director adjunct al „Centrului de inginerie și electrotehnică”, iar din 1999, director general al „Sisteme de siguranță a energiei și a mediului” din Sankt Petersburg.
Este candidat în științe tehnice cu lucrarea „Cercetarea conexiunilor de contact ale autobuzelor din aluminiu care transportă curent”, 1975. În prezent, este secretar științific al secțiunii „Energie” a Consiliului științific și tehnic al guvernatorului orașului Sankt Petersburg. 
Fiica, pianista Inga Dzekțer, este conferențiar al departamentului de ansamblu de cameră al Conservatorului din St. Petersburg.

## Cărți
- Контактные соединения токоведущих шин („Conexiuni de contact ale barelor de bare”). Л.: Энергия, 1978. — 144 с.
- Многоамперные контактные соединения („Conexiuni de contact multi-amp”). М.: Энергоатомиздат, 1987. — 128 с.
- Монтаж контактных соединений в электроустановках: Справочник электромонтажника („Instalarea conexiunilor de contact în instalațiile electrice: Manualul electricianului”). 2-е изд. М.: Энергоатомиздат, 1995. — 198 с.
- Расчёт стоимости энергоаудита („Calculul costului auditului energetic”). СПб: ПЭИПК, 2001. — 72 с.